# Albin Ahlstrand (fotbollsspelare)
Nils Albin Ahlstrand, född 10 mars 2004 är en svensk fotbollsspelare (mittfältare) som spelar för Halmstads BK i Allsvenskan. Han är bror till fotbollsspelaren Erik Ahlstrand.

## Klubblagskarriär
Albin Ahlstrands moderklubb är IF Leikin från Halmstad. Som 11-åring lämnade han klubben för spel i Halmstads BK.
Efter att ha tagit igenom klubbens olika ungdomslag skrev en 17-årig Ahlstrand i december 2021 på ett treårskontrakt med Halmstads BK och flyttades upp i A-laget. Uppflyttningen kom bara dagar efter det att klubben förlorat det allsvenska kvalet mot Helsingborgs IF och blivit nedflyttat till Superettan.
Tävlingsdebuten skedde därefter i just Superettan. I 4-1-segern mot Östers IF den 19 maj 2022 hoppade Ahlstrand in i slutskedet av matchen. Det blev därefter ytterligare fyra inhopp när Halmstads BK slutade på en andraplats i Superettan och omedelbart tog sig tillbaka till Allsvenskan. Även om chanserna i Superettan var få glänste Ahlstrand i P19 Allsvenskan och nominerades vid årets slut till Årets Unicoachmittfältare, priset som tilldelas seriens bästa mittfältare. Väl tillbaka i högstaserien fick Ahlstrand debutera i den första omgången, då han gjorde ett kort inhopp i 2-1-segern mot AIK den 2 april 2023. I februari 2024 förlängde Ahlstrand sitt kontrakt i klubben med fyra år.

## Landslagskarriär
Albin Ahlstrand har representerat Sveriges U19- och U17-landslag.
Landslagsdebuten kom i årskullens allra första landskamp, när P15-landslaget besegrade Finland med 4-2 den 20 augusti 2019. Drygt två år senare fick Ahlstrand debutera i U19-landslaget och han var därefter med i trupperna som misslyckades med att kvala in till U19-EM 2023. Han fick speltid i tre av sex kvalmatcher, samtliga gånger i form av inhopp.

## Statistik
| Klubb              | Säsong             | Liga               | Liga    | Liga | Nationell cup | Nationell cup | Totalt  | Totalt |
| Klubb              | Säsong             | Division           | Matcher | Mål  | Matcher       | Mål           | Matcher | Mål    |
| ------------------ | ------------------ | ------------------ | ------- | ---- | ------------- | ------------- | ------- | ------ |
| Halmstads BK       | 2022               | Superettan         | 4       | 0    | 1             | 0             | 5       | 0      |
| Halmstads BK       | 2023               | Allsvenskan        | 4       | 0    | 2             | 0             | 6       | 0      |
| Halmstads BK       | 2024               | Allsvenskan        | 13      | 0    | 5             | 0             | 18      | 0      |
| Totalt i karriären | Totalt i karriären | Totalt i karriären | 21      | 0    | 8             | 0             | 29      | 0      |

## Privatliv
Albin Ahlstrand är lillebror till fotbollsspelaren Erik Ahlstrand. I samband med att Albin blev uppflyttad till A-laget i Halmstads BK blev bröderna också lagkamrater.